# Standard gyertya
A standard gyertya egy olyan csillagászati objektum, melynek a luminozitása (abszolút fényessége) ismert.
Az extragalaktikus csillagászat és a kozmológia több fontos távolságmérési eljárása a standard gyertyákon alapszik.
Az ismert luminozitást (vagy a származtatott logaritmikus mennyiségét, az abszolút magnitúdót) és a látszólagos fényességet (látszólagos magnitúdó) összehasonlítva az objektum távolsága kiszámítható az alábbiakból:
{\displaystyle 5\log _{10}{\frac {D}{kpc}}=m-M-5,}
ahol D a távolság, kpc egy kiloparsec (103 parsec), 
m a látszólagos magnitúdó és M az abszolút magnitúdó (mindkettő ugyanazon a hullámhossztartományon és nyugalomban).
Standard gyertyák például az alábbiak:
- RR Lyrae változócsillagok – vörös óriások, tipikusan a Tejútrendszerünkbeli objektumok és a közeli gömbhalmazok távolságának mérésére alkalmasak.
- Fedési kettősök – Az utolsó évtizedben a fedési kettősök alapvető paramétereinek mérése lehetségessé vált a 8 méteres nagyságrendű távcsövekkel. Ez lehetővé tette használatukat a távolságmérésben. Újabban direkt távolságbecslést lehetett velük adni a Nagy Magellán-felhő, a Kis Magellán-felhő, az Androméda-galaxis és a Triangulum-galaxis távolságára. A fedési kettősök direkt módszert jelentenek a galaxisok távolságának mérésére 5%-kal nagyobb pontossággal, ez a jelenlegi technológiával 3 megaparszek (Mpc) távolságig működik.[1]
- Cefeidák – az extragalaktikus csillagászat kedvelt eszköze néhány tíz Mpc távolságig.[1][2][3][4][5]
- Ia típusú szupernóvák – ezeknek jól meghatározott maximális abszolút fényességük van, mely a fénygörbe alakjától függ csak. Hasznosak a nagy extragalaktikus távolságok mérésében.[6]